# 小杉幸彦
小杉 幸彦（こすぎ ゆきひこ、1955年11月13日 - ）は、静岡県出身の俳優。身長169cm、体重65kg。Grue、東京芸術座所属。

## 出演

### テレビドラマ
- NHK大河ドラマ
  - 義経（2005年） - 藤太 役
  - 功名が辻（2006年） - 蒲生氏郷 役
  - 風林火山（2007年） - 三条公頼 役
  - 天地人（2009年） - 喜八 役
  - 龍馬伝（2010年）
  - 八重の桜（2013年） - 小野善右衛門 役
  - 花燃ゆ（2015年） - 阿久澤商会番頭 役
  - おんな城主 直虎（2017年）
  - いだてん〜東京オリムピック噺〜（2019年）
  - 青天を衝け （2021年） - 鳥居瀬兵衛 役
  - べらぼう〜蔦重栄華乃夢噺〜 （2025年） - 相良の漁師 役
- 陽炎の辻〜居眠り磐音 江戸双紙〜 第1シリーズ（2007年） - 出水竹九郎 役
- 相棒（2007年） - 平井勇介 役
- フリーター、家を買う。 SP（2011年） - 星野勇 役
- 隠密八百八町（2011年） - 熊七 役
- BOSS (テレビドラマ) 第2シリーズ（2011年） - 鈴木将彦 役
- 水戸黄門 (パナソニック ドラマシアター)（2011年） - 治兵衛 役
- 酔いどれ小籐次留書（2013年） - 越前屋伝次郎 役
- 家族の裏事情（2013年） - 仲本幸吉 役
- 家裁調査官・山ノ坊晃 第1作（2016年） - 工藤忠文 役
- 家政夫のミタゾノ 第1シリーズ（2016年） - 毛利社長 役
- 4号警備（2017年） - 藤田源太郎 役
- 絶対零度 (テレビドラマ) 第3シリーズ（2018年） - 岡本修二 役
- 連続テレビ小説
  - なつぞら（2019年）
  - エール（2020年）
  - ちむどんどん（2022年） - 長嶺先生 役
  - らんまん（2023年）
- お花のセンセイ 第2弾（2021年12月23日、テレビ朝日） - 菊池与三郎 役
- 剣樹抄〜光圀公と俺〜（2021年11月5日 - 12月24日、NHK BSプレミアム）第1話 - 山野忠之 役
- ドクターホワイト 第1話（2022年1月17日、関西テレビ・フジテレビ系） - 山野辺信吾 役
- 駐在刑事 Season3 第4話（2022年2月4日、テレビ東京） - 立会人 役

### ラジオドラマ
- FMシアター（NHK-FM）
  - 『冬の曳航』（2017年1月14日）[2]